# Liste des chapitres de Cat's Eye
Cet article présente les volumes et chapitres du manga Cat's Eye. Il existe deux éditions françaises : 10 volumes pour Tonkam et 15 volumes pour l'édition deluxe de Panini Manga.
La page présente également les huit volumes de la série Cat's Ai de Asai Shin.

## Premières éditions japonaises
- Jump Comics
  1. Avril 1982,  (ISBN 4-08-851451-3)
  2. Août 1982,  (ISBN 4-08-851452-1)
  3. Novembre 1982,  (ISBN 4-08-851453-X)
  4. Mars 1983,  (ISBN 4-08-851454-8)
  5. Juin 1983,  (ISBN 4-08-851455-6)
  6. Août 1983,  (ISBN 4-08-851456-4)
  7. Octobre 1983,  (ISBN 4-08-851457-2)
  8. Janvier 1984,  (ISBN 4-08-851458-0)
  9. Avril 1984,  (ISBN 4-08-851459-9)
  10. Juillet 1984,  (ISBN 4-08-851460-2)
  11. Octobre 1984,  (ISBN 4-08-851461-0)
  12. Janvier 1985,  (ISBN 4-08-851462-9)
  13. Février 1985,  (ISBN 4-08-851463-7)
  14. Mars 1985,  (ISBN 4-08-851464-5)
  15. Avril 1985,  (ISBN 4-08-851465-3)
  16. Mai 1985,  (ISBN 4-08-851466-1)
  17. Juin 1985,  (ISBN 4-08-851467-X)
  18. Juillet 1985,  (ISBN 4-08-851468-8)

- Aizōban
  1. Janvier 1994,  (ISBN 4-08-782621-X)
  2. Février 1994,  (ISBN 4-08-782622-8)
  3. Mars 1994,  (ISBN 4-08-782623-6)
  4. Avril 1994,  (ISBN 4-08-782624-4)
  5. Mai 1994,  (ISBN 4-08-782625-2)
  6. Juin 1994,  (ISBN 4-08-782626-0)
  7. Juillet 1994,  (ISBN 4-08-782627-9)
  8. Août 1994,  (ISBN 4-08-782628-7)
  9. Septembre 1994,  (ISBN 4-08-782629-5)
  10. Octobre 1994,  (ISBN 4-08-782630-9)

- Bunkoban
  1. Novembre 1995,  (ISBN 4-08-617151-1)
  2. Novembre 1995,  (ISBN 4-08-617152-X)
  3. Janvier 1996,  (ISBN 4-08-617153-8)
  4. Janvier 1996,  (ISBN 4-08-617154-6)
  5. Février 1996,  (ISBN 4-08-617155-4)
  6. Février 1996,  (ISBN 4-08-617156-2)
  7. Mars 1996,  (ISBN 4-08-617157-0)
  8. Mars 1996,  (ISBN 4-08-617158-9)
  9. Avril 1996,  (ISBN 4-08-617159-7)
  10. Avril 1996,  (ISBN 4-08-617160-0)

## Édition Tonkam

### Volume 1
Date de sortie : septembre 1998  (ISBN 2912628393)
- 1. Sexy dynamite girls (ou un trio de choc et de charme)
- 2. Sur la corde raide
- 3. Un amour à problèmes
- 4. Les hommes préfèrent les blondes ?
- 5. "Vole de nuit" est un parfum dangereux
- 6. Un cadeau qui fait craquer
- 7. Le cambrioleur-gentleman
- 8. Fait comme un rat
- 9. Un souvenir de papa
- 10. I love Hitomi
- 11. Cat's eye à la rescousse
- 12. Le chat-fantôme
- 13. Le portrait de papa

### Volume 2
Date de sortie : novembre 1998  (ISBN 2-912628-44-X) (BNF 37000831)
- 14. La déesse de la guerre
- 15. Quand l'aigle fond sur sa proie !
- 16. La horde sauvage
- 17. Entre chien et chat
- 18. Cat's eye est une femme
- 19. Si le temps pouvait s'arrêter
- 20. Rien que dix minutes
- 21. Un gêneur gênant
- 22. Touche pas à mon journal !
- 23. Copies doubles
- 24. Une visite inattendue
- 25. La mini-tornade
- 26. L'apprenti-cambrioleur
- 27. Dos à dos
- 28. Souvenirs perdus

### Volume 3
Date de sortie : janvier 1999  (ISBN 2912628458)
- 29. Le b.a.ba du cambrioleur
- 30. Ces petits gestes qui vous envahissent
- 31. La chasse aux empreintes!
- 32. Mauvaise vue mais bonnes dents !
- 33. Un flic pas comme les autres
- 34. Les fantômes du commissariat
- 35. Rase-mottes
- 36. Un tour de passe-passe
- 37. Triple crash
- 38. Une rivale pour Hitomi !
- 39. Un métier tyrannique !
- 40. Compte-à-rebours pour un amour
- 41. Mon garde du corps
- 42. Jour de pluie
- 43. Aï a les blues
- 44. Lettre d'amour en rouge

### Volume 4
Date de sortie : mars 1999  (ISBN 2912628466)
- 45. La lettre d'amour de cat's
- 46. Un témoin de trop
- 47. La chasse au scoop
- 48. Une fille agaçante
- 49. Dans la gueule du loup
- 50. Portée par le vent
- 51. La dernière balle
- 52. Amoureux d'une journée
- 53. Un chagrin d'amour
- 54. La grande évasion
- 55. Un garçon de course exceptionnel
- 56. Le dernier adieu
- 57. L'inoubliable rendez-vous
- 58. La reine des joueurs

### Volume 5
Date de sortie : mai 1999  (ISBN 2912628563)
- 59. Jour de fête
- 60. Ne pars pas mon amour!
- 61. Ne provoquez jamais une femme !
- 62. À l'abordage !!
- 63. Joyeux Noël Aï
- 64. Le bal de la nouvelle année
- 65. Entartrage au mariage
- 66. La légende de la dame de glaces
- 67. Invitation pour l'île Runan

### Volume 6
Date de sortie : juillet 1999  (ISBN 2912628571)
- 68. L'île au trésor
- 69. Une vie de rêve
- 70. Interrogation façon Cat's
- 71. La valse des mini jupes
- 72. La brigade spéciale anti Cat's eye !!
- 73. Les cafards se rebiffent
- 74. Le premier succès de la brigade spéciale
- 75. Les hommes...pff !
- 76. Pour qui est la bague de fiançailles ?
- 77. Le club des amoureux transis
- 78. Une proposition choc !

### Volume 7
Date de sortie : septembre 1999  (ISBN 2912628776)
- 79. La Déclaration oubliée
- 80. Une bague pour moi ?!
- 81. La Chasse à l'homme idéal
- 82. Le Champion de l'amour
- 83. Blonde !!!
- 84. Arrêtez-moi pour la vie !
- 85. Non aux fiancés infidèles !!
- 86. La Fiancée venue du passé
- 87. Cauchemar d'une nuit d'été
- 88. Hésitation fatal
- 89. Songe d'une journée de septembre
- 90. La Lettre cassette
- 91. Mon amour n'est rien que pour toi
- 92. J'suis plus une enfant
- 93. Un casse-croûte de trois milliards de yens

### Volume 8
Date de sortie : novembre 1999  (ISBN 2912628784)
- 95. L'oiseau en cage
- 96. Un lourd secret
- 97. Faites brûler mon passé !
- 98. Digne de son amour
- 99. Des baisers dans le noir !!
- 100. Un amour qui traverse le temps
- 101. Le prof sème la panique
- 102. L'amoureux de Rui
- 103. Le portrait-robot de l'amour
- 104. Un baiser torride dans le parc aux amoureux
- 105. Le costume du policier
- 106. Une décision courageuse !
- 107. Un pieux mensonge
- 108. Un homme sexy !??
- 109. Je suis le chef de la famille ?
- 110. Trois en un
- 111. La grande peur des sous-vêtements

### Volume 9
Date de sortie : décembre 1999  (ISBN 2912628792)
- 112. Réussir pour quelqu'un
- 113. La femme la plus importante !
- 114. Un défi à relever !!
- 115. On a enlevé ma fiancée !
- 116. Une longue journée
- 117. Décalage horaire !
- 118. Le petit boulot de Toshio
- 119. Séduction dans l'obscurité
- 120. Quand le rat s'énerve
- 121. Un fil à la patte
- 122. Le dîner de la peur !
- 123. Le secret des cartes de visite
- 124. Cat's eye dans le soleil couchant
- 125. Un air de déjà-vu
- 126. Le tableau qui disparaît en fumée
- 127. Une peur de douceur dans un monde de brutes

### Volume 10
Date de sortie : mars 2000  (ISBN 2912628806)
- 128. Le chat pris au piège
- 129. Ne regarde que moi!
- 130. Le réveil d'Aphrodite
- 131. La déesse qui sourit
- 132. Les larmes emportées par le vent
- 133. Un message venu du passé
- 134. Un jeu extrêmement dangereux
- 135. Le dernier enjeu
- 136. Enchaînés pour toujours
- 137. Tomber amoureux encore une fois

## Édition deluxe

### Tomes 1 à 10
| no | Japonais         | Japonais      | Français          | Français      |
| no | Date de sortie   | ISBN          | Date de sortie    | ISBN          |
| --- | ---------------- | ------------- | ----------------- | ------------- |
| 1 | 15 octobre 2005  | 4-19-780317-6 | 31 janvier 2008   | 9782809401950 |
| Liste des chapitres : - 1. Sexy Dynamite Girls - 2. Haute voltige - 3. Un amour dangereux - 4. Les hommes préfèrent les blondes ? - 5. Vol de nuit est un parfum dangereux - 6. Le cadeau du chaton - 7. Le gentleman-cambrioleur entre en scène - 8. Un rat un peu trop têtu |                  |               |                   |               |
| 2 | 15 octobre 2005  | 4-19-780318-4 | 13 mars 2008      | 9782809402629 |
| 3 | 15 novembre 2005 | 4-19-780322-2 | 15 mai 2008       | 9782809403053 |
| 4 | 15 novembre 2005 | 4-19-780323-0 | 10 juillet 2008   | 9782809403589 |
| 5 | 15 décembre 2005 | 4-19-780324-9 | 25 septembre 2008 | 9782809403978 |
| 6 | 14 janvier 2006  | 4-19-780326-5 | 27 novembre 2008  | 9782809404432 |
| 7 | 15 février 2006  | 4-19-780328-1 | 28 janvier 2009   | 9782809405750 |
| 8 | 15 mars 2006     | 4-19-780330-3 | 18 mars 2009      | 9782809406931 |
| 9 | 15 mars 2006     | 4-19-780331-1 | 20 mai 2009       | 9782809407945 |
| 10 | 15 avril 2005    | 4-19-780333-8 | 1 juillet 2009    | 9782809408119 |

### Tomes 11 à 15
| no | Japonais       | Japonais      | Français          | Français      |
| no | Date de sortie | ISBN          | Date de sortie    | ISBN          |
| -- | -------------- | ------------- | ----------------- | ------------- |
| 11 | 15 avril 2005  | 4-19-780334-6 | 16 septembre 2009 | 9782809409079 |
| 12 | 15 mai 2006    | 4-19-780338-9 | 18 novembre 2009  | 9782809409284 |
| 13 | 15 mai 2006    | 4-19-780339-7 | 10 février 2010   | 9782809411201 |
| 14 | 15 juin 2006   | 4-19-780342-7 | 21 avril 2010     | 9782809412673 |
| 15 | 15 juin 2006   | 4-19-780343-5 | 7 juillet 2010    | 9782809413816 |

## Cat's Ai

### Tomes 1 à 8
| no | Japonais          | Japonais          | Français          | Français      |
| no | Date de sortie    | ISBN              | Date de sortie    | ISBN          |
| -- | ----------------- | ----------------- | ----------------- | ------------- |
| 1  | 22 mars 2011      | 978-4-19-980002-3 | 3 juillet 2013    | 9782809431964 |
| 2  | 20 septembre 2011 | 978-4-19-980036-8 | 18 septembre 2013 | 9782809433159 |
| 3  | 19 mars 2012      | 978-4-19-980070-2 | 13 novembre 2013  | 9782809434521 |
| 4  | 20 septembre 2012 | 978-4-19-980107-5 | 5 février 2014    | 9782809436464 |
| 5  | 20 février 2013   | 978-4-19-980136-5 | 7 mai 2014        | 9782809439519 |
| 6  | 20 juin 2013      | 978-4-19-980149-5 | 20 août 2014      | 9782809441635 |
| 7  | 20 novembre 2013  | 978-4-19-980173-0 | 14 janvier 2015   | 9782809446326 |
| 8  | 20 mars 2014      | 978-4-19-980195-2 | 15 avril 2015     | 9782809447958 |